# Horská záchranná služba
Horská záchranná služba (Abk. HZS, deutsch Bergrettungsdienst) ist eine Organisation, die seit 2003 den Bergrettungsdienst in der Slowakei durchführt. Administrativ ist sie dem Innenministerium der Slowakischen Republik unterstellt. Sitz des HZS ist die Stadt Vysoké Tatry, dort der Stadtteil Horný Smokovec.
Der HZS ist per Gesetz für die folgenden Gebirge zuständig: Belaer Tatra, Kremnitzer Berge, Kysucká vrchovina, Kysucké Beskydy, Stredné Beskydy (beide in den Westbeskiden), Kleine Fatra, Niedere Tatra, Pieninen, Slowakisches Paradies, Große Fatra, Hohe Tatra und Westtatra. Nach dem Jahresbericht 2021 waren 195 Mitarbeiter, davon 151 Bergretter, im HZS beschäftigt.
Der Bergrettungsdienst ist unter der nationalen Notrufnummer 18300 oder unter der Euronotrufnummer 112 erreichbar.

## Gliederung

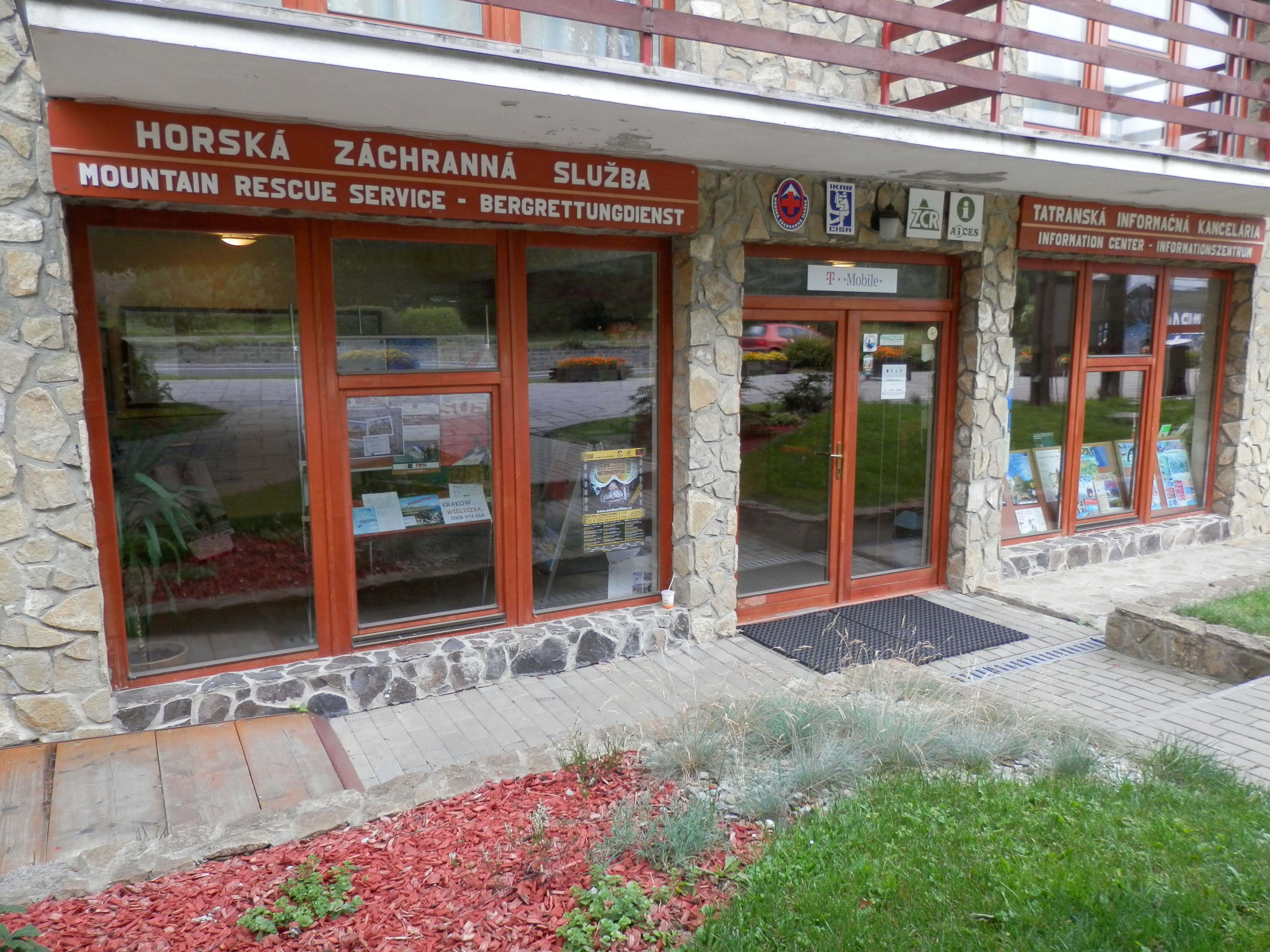
Informationsstelle des HZS in Starý Smokovec

Organisatorisch gliedert sich der HZS in folgende Teile
- Direktion in Horný Smokovec
- Gebietszentren (slowakisch Pl. oblastné strediská, Abk. OS):
  - Hohe Tatra (Vysoké Tatry) in Starý Smokovec
  - Niedere Tatra (Nízke Tatry) in Jasná (Gemeinde Demänovská Dolina)
  - Niedere Tatra (Nízke Tatry) in Bystrá
  - Westtatra (Západné Tatry) – Žiarska dolina in Smrečany
  - Westtatra (Západné Tatry) – Zverovka in Zuberec
  - Kleine Fatra (Malá Fatra) – Štefanová in Terchová
  - Große Fatra (Veľká Fatra)  in Donovaly
  - Slowakisches Paradies (Slovenský raj) – Čingov in Spišská Nová Ves
- Schulungszentrum in Liptovský Hrádok
- Lawinenpräventionszentrum in Žiar

## Versicherung
Ab dem 1. Juli 2006 ist jeder Einsatz des Bergrettungsdiensts kostenpflichtig, sowohl für slowakische Staatsbürger als auch für Ausländer. Dies gilt auch, wenn der Notfall auf einem offiziell markierten Weg gemeldet wird. Ausgenommen von dieser Pflicht sind Kinder bis 18 Jahre sowie nicht rechtsfähige Personen. Krankenversicherung und übliche Reiseversicherungen bedecken die Kosten für eventuelle medizinische Behandlung, nicht aber die Kosten eines Einsatzes des Bergrettungsdienstes, daher muss in diesem Fall eine besondere, für Gebirge gültige Versicherung abgeschlossen werden.